# Manuel Jubert
Manuel Jubert fou un organista català del segle xviii. El 1714 era l'organista de la catedral de Girona.